# Hem och Skola i Finland
Hem och Skola i Finland är ett samarbetsforum för föräldrar, lärare och elever i de svenskspråkiga skolorna i Finland. Förbundet Hem och Skola är takorganisationen för registrerade lokala Hem och Skola-föreningar, som i sin tur har verksamhet i enskilda skolor.
Hem och skola-verksamheten inleddes 1969. Initiativtagaren och den första ordföranden var Mary Nybergh (1921–2023). Förbundet har 230 medlemsföreningar. Gräsrotsverksamheten i varje skolklass organiseras av klassombud som väljs av vårdnadshavarna (föräldrarna) till klassens barn. Dessa ordnar verksamhet som skall främja ett bra socialt klimat i klassen, en positiv inställning till skolan, samarbete mellan föräldrarna och att föräldrarna aktivt skall kunna ta del av skolans vardag och höras vid utformningen av skolans verksamhet.
Förbundet håller kontakt med föreningarna med brev, ordnar regionala träffar och seminarier, upprätthåller ett nätverk av föreläsare som kan delta i föräldrakvällar och ger ut en tidning. Förbundet håller kontakt med utbildningsmyndigheterna och fungerar bland annat som remissinstans i lagberedningen.
Förbundet ger ut tidningen Hem & skola sedan 2011. Föregångaren hette Vi och vår skola.